# Chelonarium maulazi
Chelonarium maulazi is een keversoort uit de familie Chelonariidae. De wetenschappelijke naam van de soort is voor het eerst geldig gepubliceerd in 1921 door Méquignon.